# Porównanie przeglądarek internetowych
Poniższe zestawienie jest porównaniem wybranych przeglądarek internetowych. Nie wyczerpuje ono jednak wszelkich dostępnych informacji, szczegóły znaleźć można w artykułach, poświęconych konkretnym przeglądarkom.

## Informacje ogólne
| Nazwa                         | Producent | Data pierwszego wydania | Ostatnie stabilne wydanie (data wydania)         | Ostatnie wydanie rozwojowe            | Cena                                               | Otwarte oprogramowanie | Licencja                                | Obecny silnik                  |
| ----------------------------- | --- | ----------------------- | ------------------------------------------------ | ------------------------------------- | -------------------------------------------------- | ---------------------- | --------------------------------------- | ------------------------------ |
| Amaya                         | W3C, INRIA | 14 listopada 1996       | 11.4.7 (18 kwietnia 2013) [±]                    | ?                                     | darmowa                                            | Tak                    | W3C                                     | Thot                           |
| Camino                        | Mozilla Foundation                                                                                              | 13 lutego 2002          | 2.1.2 (14 marca 2012) [±]                        | ?                                     | darmowa                                            | Tak                    | MPL/GPL/LGPL                            | Gecko                          |
| Dillo                         | ArellaNie Cid, Geerken, Rota, et al.                                                                            | grudzień 1999           | 3.2.0 (18 stycznia 2025) [±]                     | ?                                     | darmowa                                            | Tak                    | GPL                                     | Gzilla                         |
| ELinks                        | Baudis, Fonseca, et al.                                                                                         | grudzień 2001           | 0.17.1.1 (5 października 2024) [±]               |                                       | darmowa                                            | Tak                    | GPL                                     | ?                              |
| Epiphany                      | GNOME | grudzień 2002           | 48.0 (13 marca 2025) [±]                         | ?                                     | darmowa                                            | Tak                    | GPL                                     | Gecko do wersji 2.26.3, WebKit |
| Flock                         | Flock Inc. | 24 października 2005    | 3.5.3.4641 (1 lutego 2011) [±]                   | ?                                     | darmowa                                            | Tak                    | MPL/GPL/LGPL                            | Gecko                          |
| Galeon                        | Marco Pesenti Gritti                                                                                            | czerwiec 2000           |                                                  | ?                                     | darmowa                                            | Tak                    | GPL                                     | Gecko                          |
| Google Chrome                 | Google | 11 grudnia 2008         | 136.0.7103.33 (16 kwietnia 2025) [±]             | 136.0.7103.33 (16 kwietnia 2025) [±]  | darmowa                                            | częściowo              | BSD                                     | Blink                          |
| iCab                          | Alexander Clauss                                                                                                | 17 lutego 1999          | 6.2.3 (15 lipca 2024) [±]                        | ?                                     | darmowa, $29 (Pro)                                 | Nie                    | Zamknięte oprogramowanie, Freeware      | iCab                           |
| Internet Explorer dla Windows | Microsoft, Spyglass                                                                                             | 23 sierpnia 1995        | 5.2.3 (16 czerwca 2003) [±]                      | ?                                     | część płatnego produktu, jakim jest system Windows | Nie                    | Zamknięte oprogramowanie, Freeware      | Trident                        |
| Internet Explorer dla Mac OS  | Microsoft | 27 marca 2000           |                                                  | ?                                     | darmowa                                            | Nie                    | Zamknięte oprogramowanie, Freeware      | Tasman                         |
| Kazehakase                    | Hiroyuki Ikezoe et Takuro Ashie                                                                                 | 2003                    |                                                  | ?                                     | darmowa                                            | Tak                    | GPL                                     | Gecko / WebKit                 |
| K-Meleon                      | Doozan, Erikson, Vallet, et al.                                                                                 | 26 listopada 2000       | 76.4.7 (7 kwietnia 2023) [±]                     | ?                                     | darmowa                                            | Tak                    | GPL                                     | Gecko                          |
| Konqueror                     | KDE | październik 2000        |                                                  | ?                                     | darmowa                                            | Tak                    | GPL                                     | KHTML                          |
| Links                         | Patocka, et al.                                                                                                 | 24 listopada 1999       | 2.30 (27 lipca 2024) [±]                         | ?                                     | darmowa                                            | Tak                    | GPL                                     | ?                              |
| Lynx                          | Montulli, Grobe, Rezac, et al.                                                                                  | czerwiec 1993           | 2.9.2 (31 maja 2024) [±]                         |                                       | darmowa                                            | Tak                    | GPL                                     | ?                              |
| Mosaic                        | Marc Andreessen, Eric Bina, NCSA                                                                                | 22 kwietnia 1993        |                                                  | ?                                     | darmowa (zastosowania niekomercyjne)               | Nie                    | Zamknięte oprogramowanie, Freeware      | ?                              |
| Maxthon                       | Maxthon International Limited                                                                                   | 11 lipca 2002           | 7.1.8.9000 (22 kwietnia 2024) [±]                | 6.2.0.2100 (19 października 2022) [±] | darmowa                                            | Nie                    | Freeware                                | WebKit i Trident               |
| Mozilla                       | Mozilla Foundation                                                                                              | 7 grudnia 1998          | 1.7.13 (21 kwietnia 2006) [±]                    | ?                                     | darmowa                                            | Tak                    | MPL/GPL/LGPL                            | Gecko                          |
| Mozilla Firefox               | Mozilla Foundation                                                                                              | 23 września 2002        | 138.0b8 (16 kwietnia 2025) [±]                   | 138.0b8 (16 kwietnia 2025) [±]        | darmowa                                            | Tak                    | MPL/GPL/LGPL                            | Gecko                          |
| Netscape Navigator            | Netscape Communications (wykupiony przez AOL), Mozilla Foundation (od 2000), Mercurial Communications (od 2004) | 13 października 1994    |                                                  | ?                                     | darmowa                                            | częściowo              | Zamknięte oprogramowanie, MPL, GPL/LGPL | Gecko                          |
| OmniWeb                       | Omni Group | 1994                    |                                                  | ?                                     | 14.95$                                             | Nie                    | Zamknięte oprogramowanie, LGPL          | WebKit                         |
| Opera                         | Opera Software ASA                                                                                              | kwiecień 1996           | 118.0.5461.41 (15 kwietnia 2025) [±]             | 118.0.5461.27 (4 kwietnia 2025) [±]   | darmowa                                            | częściowo              | Zamknięte oprogramowanie, Freeware      | Blink                          |
| Safari                        | Apple Inc. | 7 stycznia 2003         |                                                  | ?                                     | darmowa                                            | częściowo              | Zamknięte oprogramowanie, LGPL          | WebKit                         |
| SeaMonkey                     | SeaMonkey Association e.V.                                                                                      | 15 września 2005        | 2.53.20 (7 stycznia 2025; ponad 3 miesiące temu) | ?                                     | darmowa                                            | Tak                    | MPL/GPL/LGPL                            | Gecko                          |
| Shiira                        | Happy Macintosh Developing Team                                                                                 | 11 kwietnia 2004        | 2.3 (11 sierpnia 2009) [±]                       | ?                                     | darmowa                                            | Tak                    | Licencja BSD                            | KHTML / WebKit                 |
| Vivaldi                       | Vivaldi Technologies                                                                                            | 3 kwietnia 2016         |                                                  |                                       | darmowa                                            | Tak                    | Zamknięte oprogramowanie, Freeware      | Blink                          |
| Nazwa                         | Producent | Data pierwszego wydania | Ostatnie stabilne wydanie (data wydania)         | Ostatnie wydanie rozwojowe            | Cena                                               | Otwarte oprogramowanie | Licencja                                | Obecny silnik                  |

1. ↑  Oparta na Chromium.
2. ↑  Aby korzystać z Internet Explorera 9 dla systemów Windows wymagany jest system Windows Vista lub Windows 7. Do instalacji wersji 8 wymagany jest Windows XP lub nowszy. Internet Explorer 7 działa tylko na systemach Windows XP i Windows Vista. Wersja 6.0 SP1 może być zainstalowana na systemach Windows 98 lub Windows XP. Nie jest ona jednak już rozwijana ani wspierana przez Microsoft.
3. ↑  Od wersji Maxthon 3 jest przeglądarką auto-hybrydową. Wybór używanego silnika WebKit/Trident następuje automatycznie po analizie otwieranej strony lub ręcznie przez wybór użytkownika.
4. ↑  Od wersji 6.0 oparta na wolnoźródłowym silniku Gecko.
5. ↑  Oparta na wolnoźródłowym silniku Blink.
6. ↑  Oparta na wolnoźródłowym silniku WebKit.

## Obsługiwane systemy operacyjne
Zestawienie środowisk, pod którymi bez emulacji można uruchomić dany program:
|                    | Windows           | Mac OS X          | Mac OS 9          | Linux | BSD | Unix              |
| ------------------ | ----------------- | ----------------- | ----------------- | ----- | --- | ----------------- |
| Amaya              | Tak               | Tak               | Nie               | Tak   | Tak | Tak               |
| Camino             | Nie               | Tak               | Nie               | Nie   | Nie | Nie               |
| Dillo              | Tak               | Tak               | Nie               | Tak   | Tak | Tak               |
| ELinks             | Tak               | Tak               | Tak               | Tak   | Tak | Tak               |
| Epiphany           | Nie               | Tak               | Nie               | Tak   | Tak | Tak               |
| Galeon             | Nie               | Tak               | Nie               | Tak   | Tak | Tak               |
| iCab               | Nie               | Tak               | Tak               | Nie   | Nie | Nie               |
| Google Chrome      | Tak               | Tak               | Nie               | Tak   | Nie | Nie               |
| Internet Explorer  | Tak               | Porzucona (5.2.3) | Porzucona (5.1.7) | Nie   | Nie | Porzucona (5.0.1) |
| Links              | Tak               | Tak               | Nie               | Tak   | Tak | Tak               |
| Lynx               | Tak               | Tak               | Tak               | Tak   | Tak | Tak               |
| K-Meleon           | Tak               | Nie               | Nie               | Nie   | Nie | Nie               |
| Konqueror          | Częściowy         | Tak               | Nie               | Tak   | Tak | Tak               |
| Mosaic             | Tak               | Nie               | Tak               | Tak   | Tak | Tak               |
| Maxthon            | Tak               | Tak               | Tak               | Nie   | Nie | Nie               |
| Mozilla            | Tak               | Tak               | Porzucona         | Tak   | Tak | Tak               |
| Mozilla Firefox    | Tak               | Tak               | Nie               | Tak   | Tak | Tak               |
| Netscape Navigator | Tak               | Tak               | Porzucona         | Tak   | Tak | Tak               |
| OmniWeb            | Nie               | Tak               | Nie               | Nie   | Nie | Nie               |
| Opera              | Tak               | Tak               | Porzucona         | Tak   | Tak | Tak               |
| Safari             | Porzucona (5.1.7) | Tak               | Nie               | Nie   | Nie | Nie               |
| SeaMonkey          | Tak               | Tak               | Nie               | Tak   | Nie | Nie               |
| Vivaldi            | Tak               | Tak               | Nie               | Tak   | Nie | Nie               |
|                    | Windows           | Mac OS X          | Mac OS 9          | Linux | BSD | Unix              |

## Funkcjonalność
|                            | Zarządzanie zakładkami | Menedżer pobierania plików | Menedżer haseł | Menedżer formularzy | Sprawdzanie pisowni | Wyszukiwanie w wielu wyszukiwarkach | Tryb prywatny | Automatyczne aktualizacje |
| -------------------------- | ---------------------- | -------------------------- | -------------- | ------------------- | ------------------- | ----------------------------------- | ------------- | ------------------------- |
| Amaya                      | Tak                    | Nie                        | Nie            | Nie                 | Tak                 | Nie                                 | Nie           | Nie                       |
| Camino                     | Tak                    | Tak                        | Tak            | Tak                 | Nie                 | Tak                                 | Nie           | Tak                       |
| Dillo                      | ?                      | Nie                        | ?              | ?                   | Nie                 | Częściowo                           | Nie           | Nie                       |
| ELinks                     | Tak                    | Tak                        | Tak            | ?                   | Nie                 | Nie                                 | Nie           | Nie                       |
| Epiphany                   | Tak                    | Tak                        | Tak            | ?                   | ?                   | Tak                                 | ?             | ?                         |
| Galeon                     | Tak                    | Tak                        | Tak            | Nie                 | Nie                 | Tak                                 | Nie           | Nie                       |
| iCab                       | ?                      | Tak                        | ?              | ?                   | Nie                 | Tak                                 | Nie           | ?                         |
| Google Chrome              | Tak                    | Tak                        | Tak            | Tak                 | Tak                 | Tak                                 | Tak           | Tak                       |
| Internet Explorer          | Tak                    | Nie                        | Tak            | Tak                 | Nie                 | Tak                                 | Tak           | Tak                       |
| Internet Explorer dla Maca | Tak                    | ?                          | ?              | ?                   | ?                   | ?                                   | Nie           | ?                         |
| K-Meleon                   | Tak                    | Nie                        | Tak            | Tak                 | Nie                 | Tak                                 | Tak           | ?                         |
| Konqueror                  | Tak                    | Nie                        | ?              | ?                   | Tak                 | Tak                                 | Nie           | Nie                       |
| Links                      | Tak                    | Tak                        | Nie            | Nie                 | Nie                 | Nie                                 | Nie           | Nie                       |
| Lynx                       | ?                      | Nie                        | ?              | ?                   | Nie                 | Nie                                 | Nie           | Nie                       |
| Mosaic                     | Tak                    | ?                          | ?              | ?                   | ?                   | Nie                                 | Nie           | Nie                       |
| Maxthon                    | Tak                    | Tak                        | Tak            | Tak                 | Tak                 | Tak                                 | Tak           | Tak                       |
| Mozilla                    | Tak                    | Tak                        | Tak            | Tak                 | Tak                 | Tak                                 |               |                           |
| Mozilla Firefox            | Tak                    | Tak                        | Tak            | Tak                 | Tak                 | Tak                                 | Tak           | Tak                       |
| Netscape Navigator         | Tak                    | Tak                        | Tak            | Tak                 | Tak                 | Tak                                 | Nie           | Nie                       |
| OmniWeb                    | Tak                    | Tak                        | Tak            | Tak                 | Tak                 | Tak                                 | Tak           | Tak                       |
| Opera                      | Tak                    | Tak                        | Tak            | Tak                 | Tak                 | Tak                                 | Tak           | Tak                       |
| Safari                     | Tak                    | Tak                        | Tak            | Tak                 | Tak                 | Tak                                 | Tak           | Tak                       |
| Vivaldi                    | Tak                    | Tak                        | Tak            | Tak                 | Tak                 | Tak                                 | Tak           | Tak                       |
|                            | Zarządzanie zakładkami | Menedżer pobierania plików | Menedżer haseł | Menedżer formularzy | Sprawdzanie pisowni | Wyszukiwanie w wielu wyszukiwarkach | Tryb prywatny | Automatyczne aktualizacje |

1. ↑  Internet Explorer jest jedyną przeglądarką obsługującą kontrowersyjną technologię ActiveX. Jej użycie pozwala na korzystanie z niespotykanych w innych przeglądarkach opcji (np. skanowania dysku w poszukiwaniu wirusów z poziomu witryny www). Jednakże jest ona także dość poważnym zagrożeniem – istnieje poważne ryzyko zainstalowania wirusa, trojana lub oprogramowania szpiegującego.
2. ↑  Sprawdzanie pisowni można dodać, instalując rozszerzenie ieSpell.
3. ↑  Moduł sprawdzania pisowni może być dodany wraz z instalacją rozszerzenia (Spellcheck).

|                            | Przeglądanie w kartach | Blokowanie pop-upów | Wyszukiwanie podczas wprowadzania łańcucha | Filtr reklam | Powiększanie strony |
| -------------------------- | ---------------------- | ------------------- | ------------------------------------------ | ------------ | ------------------- |
| Amaya                      | Tak                    | nie dotyczy         | ?                                          | ?            | Tak                 |
| Camino                     | Tak                    | Tak                 | Tak                                        | Nie          | Nie                 |
| Dillo                      | Nie                    | Nie                 | ?                                          | Nie          | Nie                 |
| ELinks                     | Tak                    | nie dotyczy         | Tak                                        | nie dotyczy  | nie dotyczy         |
| Epiphany                   | Tak                    | Tak                 | Tak                                        | Nie          | Tak                 |
| Galeon                     | Tak                    | Tak                 | Tak                                        | Tak          | Tak                 |
| iCab                       | Tak                    | Tak                 | Nie                                        | Tak          | Tak                 |
| Google Chrome              | Tak                    | Nie                 | Tak                                        | ?            | Tak                 |
| Internet Explorer          | Tak                    | Tak                 | Tak                                        | Nie          | Tak                 |
| Internet Explorer dla Maca | Nie                    | Nie                 | Nie                                        | Nie          | Nie                 |
| K-Meleon                   | Tak                    | Tak                 | Tak                                        | Tak          | Tak                 |
| Konqueror                  | Tak                    | Tak                 | Tak                                        | Tak          | Nie                 |
| Links                      | Nie                    | Nie                 | ?                                          | nie dotyczy  | nie dotyczy         |
| Lynx                       | Nie                    | nie dotyczy         | ?                                          | nie dotyczy  | nie dotyczy         |
| Mosaic                     | Nie                    | nie dotyczy         | ?                                          | Nie          | ?                   |
| Maxthon                    | Tak                    | Tak                 | Nie                                        | Tak          | Tak                 |
| Mozilla Firefox            | Tak                    | Tak                 | Tak                                        | Częściowo    | Tak                 |
| Netscape Navigator         | Tak                    | Tak                 | Tak                                        | Częściowo    | Nie                 |
| OmniWeb                    | Tak                    | Tak                 | ?                                          | Tak          | Nie                 |
| Opera                      | Tak                    | Tak                 | Tak                                        | Tak          | Tak                 |
| Safari                     | Tak                    | Tak                 | Nie                                        | Nie          | Tak                 |
| Vivaldi                    | Tak                    | Tak                 | Nie                                        | Nie          | Tak                 |
|                            | Przeglądanie w kartach | Blokowanie pop-upów | Wyszukiwanie podczas wprowadzania łańcucha | Filtr reklam | Powiększanie strony |

1. ↑  Powiększanie strony różni się od powiększania tekstu, jako że powiększeniu ulegają również np. obrazki i tabele.
2. 1 2  Mozilla, Mozilla Firefox i Netscape obsługują proste blokowanie obrazków po domenie, z której są wywołane. Więcej opcji, w tym również i wyrażenia regularne można zainstalować wraz z rozszerzeniem AdBlock.

|                            | klawisz dostępu HTML | Nawigacja po elementach | Nawigacja przy użyciu klawiatury | Nawigacja kursorem tekstowym | Gesty | Synteza głosowa | Obsługa głosowa |
| -------------------------- | -------------------- | ----------------------- | -------------------------------- | ---------------------------- | ----- | --------------- | --------------- |
| Amaya                      | ?                    | ?                       | ?                                | Tak                          | ?     | Nie             | Nie             |
| Camino                     | Tak                  | Tak                     | Nie                              | ?                            | Nie   | Nie             | Nie             |
| Dillo                      | ?                    | ?                       | ?                                | ?                            | ?     | Nie             | Nie             |
| ELinks                     | ?                    | Tak                     | Tak                              | Nie                          | Nie   | Nie             | Nie             |
| Epiphany                   | ?                    | ?                       | ?                                | Nie                          | ?     | Nie             | Nie             |
| Galeon                     | ?                    | Tak                     | ?                                | ?                            | Tak   | Nie             | Nie             |
| iCab                       | ?                    | ?                       | ?                                | ?                            | ?     | Nie             | Nie             |
| Google Chrome              | Tak                  | Tak                     | Tak                              | Tak                          | Tak   | Tak             | Tak             |
| Internet Explorer          | Tak                  | Tak                     | Nie                              | Tak                          | Nie   | Nie             | Nie             |
| Internet Explorer dla Maca | Tak                  | Tak                     | Nie                              | Nie                          | Nie   | Nie             | Nie             |
| K-Meleon                   | Tak                  | Tak                     | Tak                              | Nie                          | Tak   | Nie             | Nie             |
| Konqueror                  | ?                    | ?                       | ?                                | ?                            | ?     | Nie             | Nie             |
| Links                      | ?                    | ?                       | ?                                | ?                            | ?     | Nie             | Nie             |
| Lynx                       | ?                    | Tak                     | Tak                              | ?                            | Nie   | Nie             | Nie             |
| Mosaic                     | ?                    | ?                       | ?                                | ?                            | ?     | Nie             | Nie             |
| Maxthon                    | Tak                  | Tak                     | Tak                              | Tak                          | Tak   | Nie             | Nie             |
| Mozilla Firefox            | Tak                  | Tak                     | Tak                              | Tak                          | Nie   | Nie             | Nie             |
| Netscape Navigator         | Tak                  | Tak                     | Nie                              | Tak                          | Nie   | Nie             | Nie             |
| OmniWeb                    | ?                    | ?                       | ?                                | ?                            | ?     | Nie             | Nie             |
| Opera                      | Tak                  | Tak                     | Tak                              | Nie                          | Tak   | Tak             | Tak             |
| Safari                     | Tak                  | ?                       | ?                                | ?                            | Tak   | Tak             | ?               |
| Vivaldi                    | Tak                  | Tak                     | Tak                              | Nie                          | Tak   | Tak             | Tak             |
|                            | klawisz dostępu HTML | Nawigacja po elementach | Nawigacja prz użyciu klawiatury  | Nawigacja kursorem tekstowym | Gesty | Synteza głosowa | Obsługa głosowa |

1. ↑  W systemie Windows Vista i nowszych istnieje możliwość obsługi głosowej dowolnego programu.
2. ↑  Obsługa gestów myszy może być dodana poprzez instalację dodatku Easy Go Back lub podobnego.
3. ↑  Doug Turner, główny autor projektu Minimo wprowadził nawigację za pomocą strzałek kursora w niektórych specjalnych, nieoficjalnych wersjach Firefoksa spatial navigation rocks.
4. ↑  Obsługa gestów myszy może być dodana przez instalację rozszerzenia Gesty.
5. ↑  Firefox współpracuje z zewnętrznym oprogramowaniem, np. JAWS lub Microsoft SAPI 5 TTS za pomocą specjalnych rozszerzeń. Jednym z przykładów rozszerzeń jest Fire Vox
6. ↑  Nawigacja kursorem tekstowym jest w Operze możliwa do osiągnięcia.

## Obsługiwane technologie
Informacje o obsługiwanych technologiach
|                            | CSS2      | Ramki     | Java | JavaScript | XSLT      | XHTML | MathML | Web Forms 2 | XForms | RSS | Atom |
| -------------------------- | --------- | --------- | ---- | ---------- | --------- | ----- | ------ | ----------- | ------ | --- | ---- |
| Amaya                      | Tak       | Nie       | Nie  | Nie        | Nie       | Tak   | Tak    | ?           | Nie    | Nie | Nie  |
| Camino                     | Tak       | Tak       | Tak  | Tak        | Tak       | Tak   | Tak    | ?           | Nie    | ?   | ?    |
| Dillo                      | Nie       | Częściowo | Nie  | Nie        | ?         | ?     | Nie    | ?           | Nie    | Nie | Nie  |
| ELinks                     | Częściowo | Tak       | Nie  | Częściowo  | ?         | Nie   | Nie    | ?           | Nie    | Nie | Nie  |
| Epiphany                   | Tak       | Tak       | Tak  | Tak        | Tak       | Tak   | Tak    | ?           | Nie    | Nie | Nie  |
| Galeon                     | Tak       | Tak       | Tak  | Tak        | Tak       | Tak   | Tak    | ?           | Nie    | Nie | Nie  |
| iCab                       | Częściowo | Tak       | Tak  | ?          | ?         | Tak   | ?      | ?           | ?      | ?   | ?    |
| Google Chrome              | Tak       | Tak       | Tak  | Tak        | ?         | Tak   | ?      | ?           | ?      | Nie | Nie  |
| Internet Explorer          | Tak       | Tak       | Tak  | Tak        | Częściowo | Nie   | Nie    | Nie         | Nie    | Tak | Nie  |
| Internet Explorer dla Maca | Częściowo | Tak       | Tak  | Tak        | ?         | Nie   | Nie    | Nie         | Nie    | Nie | Nie  |
| K-Meleon                   | Tak       | Tak       | Tak  | Tak        | Tak       | Tak   | Nie    | Nie         | Nie    | Tak | Tak  |
| Konqueror                  | Tak       | Tak       | Tak  | Tak        | Nie       | Tak   | Nie    | ?           | Nie    | Tak | Tak  |
| Links                      | Nie       | Tak       | Nie  | Częściowo  | ?         | Nie   | Nie    | ?           | Nie    | Nie | Nie  |
| Lynx                       | Nie       | Nie       | Nie  | Nie        | Nie       | Tak   | Nie    | ?           | Nie    | Nie | Nie  |
| Mosaic                     | Nie       | Nie       | Nie  | Nie        | Nie       | Nie   | Nie    | Nie         | Nie    | Nie | Nie  |
| Maxthon                    | Tak       | Tak       | Tak  | Tak        | Tak       | Tak   | Tak    | Tak         | Nie    | Tak | Tak  |
| Mozilla Firefox            | Tak       | Tak       | Tak  | Tak        | Tak       | Tak   | Tak    | Nie         | Nie    | Tak | Tak  |
| Netscape Navigator         | Tak       | Tak       | Tak  | Tak        | Tak       | Tak   | Tak    | Nie         | Nie    | ?   | ?    |
| OmniWeb                    | Tak       | Tak       | Tak  | Tak        | Tak       | Tak   | Nie    | Nie         | Nie    | Tak | Tak  |
| Opera                      | Tak       | Tak       | Tak  | Tak        | Tak       | Tak   | Tak    | Tak         | Nie    | Tak | Tak  |
| Safari                     | Tak       | Tak       | Tak  | Tak        | Tak       | Tak   | Nie    | ?           | Nie    | Tak | Tak  |
|                            | CSS2      | Ramki     | Java | JavaScript | XSLT      | XHTML | MathML | Web Forms 2 | XForms | RSS | Atom |

1. ↑  Obecną rekomendowaną wersją CSS jest CSS2. CSS2.1 jeszcze nie jest rekomendacją (aktualnie ma status szkicu). Żadna ze specyfikacji CSS3 nie ma obecnie statusu rekomendacji.
2. ↑  XHTML opiera się na HTML-u, ale posiada elementy i cechy języka XML, co oznacza, że jest bardziej rygorystyczny pod względem poprawności kodu aniżeli HTML. XHTML w zamiarze powinien być interpretowany przez parser XML, ale w celu zapewnienia kompatybilności wstecz może być również interpretowany jako HTML. Powyższa tabela uznaje przeglądarkę za obsługującą technologię XHTML, jeśli potrafi interpretować ją jako XML.
3. ↑  Internet Explorer 6 obsługuje częściowo CSS2, ale ma również – w porównaniu do konkurencyjnych przeglądarek – znaczącą liczbę błędów w jego obsłudze (patrz: test Acid2).
4. ↑  XForms jest obsługiwany w wydaniach testowych powstałych po 28 stycznia 2005 . Wymagana instalacja rozszerzenia.
5. ↑  Obsługa XSLT, XPath i JavaScript XSLTProcessor została wprowadzona w Operze 9.0.

## Obsługiwane protokoły
|                            | Email | FTP       | BitTorrent | NNTP (Usenet) | SSL       | IRC | Gopher      | IDN | URL |
| -------------------------- | ----- | --------- | ---------- | ------------- | --------- | --- | ----------- | --- | --- |
| Amaya                      | Nie   | Nie       | ?          | Nie           | Nie       | Nie | ?           | ?   | ?   |
| Camino                     | Nie   | Tak       | ?          | Nie           | Tak       | Nie | Tak         | Tak | Tak |
| Dillo                      | Nie   | ?         | ?          | Nie           | Częściowa | Nie | Nie         | ?   | ?   |
| ELinks                     | Nie   | Tak       | Nie        | Tak           | Tak       | Nie | Tak         | Tak | Tak |
| Epiphany                   | Nie   | Nie       | ?          | Nie           | Tak       | Nie | Tak         | Tak | Tak |
| Galeon                     | Nie   | Tak       | ?          | Nie           | Tak       | Nie | Tak         | Tak | Tak |
| iCab                       | Nie   | Tak       | ?          | Nie           | Tak       | Nie | Nie         | ?   | ?   |
| Google Chrome              | Nie   | ?         | ?          | ?             | Tak       | Nie | ?           | ?   | Tak |
| Internet Explorer          | Nie   | Tak       | Nie        | Nie           | Tak       | Nie | Zablokowana | Tak | Nie |
| Internet Explorer dla Maca | ?     | ?         | ?          | ?             | ?         | ?   | Tak         | ?   | ?   |
| K-Meleon                   | Nie   | Tak       | ?          | Nie           | Tak       | Nie | Tak         | Tak | Tak |
| Konqueror                  | Nie   | Tak       | ?          | Tak           | Tak       | Nie | Nie         | Tak | Tak |
| Links                      | Nie   | Tak       | ?          | Nie           | Tak       | Nie | Nie         | ?   | ?   |
| Lynx                       | Nie   | Tak       | ?          | Nie           | Tak       | Nie | Tak         | ?   | ?   |
| Maxthon                    | Nie   | Tak       | Nie        | Nie           | Tak       | Nie | Nie         | Tak | Tak |
| Mosaic                     | Nie   | ?         | ?          | Nie           | ?         | Nie | Tak         | Nie | Nie |
| Mozilla                    | Tak   | Tak       | ?          | Tak           | Tak       | Tak | Tak         | Tak | Tak |
| Mozilla Firefox            | Nie   | Tak       | Nie        | Nie           | Tak       | Nie | Tak         | Tak | Tak |
| Netscape Navigator         | Tak   | Tak       | ?          | Tak           | Tak       | Nie | Tak         | Tak | Tak |
| OmniWeb                    | Nie   | Tak       | ?          | Nie           | Tak       | Nie | ?           | Tak | ?   |
| Opera                      | Tak   | Tak       | Tak        | Tak           | Tak       | Tak | Częściowa   | Tak | Tak |
| Safari                     | Nie   | Częściowa | ?          | Nie           | Tak       | Nie | Nie         | Tak | Tak |
|                            | Email | FTP       | BitTorrent | NNTP (Usenet) | SSL       | IRC | Gopher      | IDN | URL |

1. 1 2  Wiele przeglądarek zrezygnowało z obsługi e-mail czy list dyskusyjnych, pozostawiając tę funkcjonalność klientom pocztowym.
2. 1 2  Domeny IDN są z przyczyn bezpieczeństwa domyślnie wyświetlane w formacie punycode.
3. 1 2  Obsługa IRC może być dodana poprzez instalację rozszerzenia ChatZilla.
4. ↑  Gopher jest obsługiwany przez serwery proxy.

## Wsparcie dla JavaScript
| Przeglądarka              | JavaScript | ECMAScript 3 | DOM 1     | DOM 2     | DOM 3     | XPath     | DHTML | XMLHttpRequest | Rich editing |
| ------------------------- | ---------- | ------------ | --------- | --------- | --------- | --------- | ----- | -------------- | ------------ |
| Amaya                     | Nie        | Nie          | Nie       | Nie       | Nie       | Nie       | Nie   | Nie            | Nie          |
| AOL Explorer              | Tak        | Tak          | Częściowo | Tak       | Nie       | Nie       | Tak   | Tak            | Tak          |
| Avant                     | Tak        | Tak          | Częściowo | Nie       | Nie       | Nie       | Tak   | Tak            | Tak          |
| Camino                    | Tak        | Tak          | Tak       | Tak       | Nie       | Tak       | Tak   | Tak            | Tak          |
| Dillo                     | Nie        | Nie          | Nie       | Nie       | Nie       | Nie       | Nie   | Nie            | Nie          |
| ELinks                    | Częściowo  | Częściowo    | Nie       | Nie       | Nie       | Nie       | Nie   | Nie            | Nie          |
| Web                       | Tak        | Tak          | Tak       | Tak       | Nie       | Tak       | Tak   | Tak            | Tak          |
| Flock                     | Tak        | Tak          | Tak       | Tak       | Nie       | Tak       | Tak   | Tak            | Tak          |
| Galeon                    | Tak        | Tak          | Tak       | Tak       | Nie       | Tak       | Tak   | Tak            | Tak          |
| Google Chrome             | Tak        | Tak          | Tak       | Tak       | Częściowo | Tak       | Tak   | Tak            | Tak          |
| iCab                      | Tak        | Tak          | Częściowo | Częściowo | Nie       | Nie       | Tak   | Tak            | Nie          |
| Internet Explorer         | Tak        | Tak          | Tak       | Tak       | Częściowo | Tak       | Tak   | Tak            | Tak          |
| Internet Explorer for Mac | Tak        | Tak          | Częściowo | Nie       | Nie       | Nie       | Tak   | Nie            | Nie          |
| K-Meleon                  | Tak        | Tak          | Tak       | Tak       | Nie       | Tak       | Tak   | Tak            | Tak          |
| Konqueror                 | Tak        | Tak          | Tak       | Tak       | Częściowo | Nie       | Tak   | Tak            | Nie          |
| Links                     | Nie        | Nie          | Nie       | Nie       | Nie       | Nie       | Nie   | Nie            | Nie          |
| Lynx                      | Nie        | Nie          | Nie       | Nie       | Nie       | Nie       | Nie   | Nie            | Nie          |
| Maxthon                   | Tak        | Tak          | Częściowo | Nie       | Nie       | Tak       | Tak   | Tak            | Tak          |
| Midori                    | Tak        | Tak          | Tak       | Tak       | Częściowo | Tak       | Tak   | Tak            | Tak          |
| Mosaic                    | Nie        | Nie          | Nie       | Nie       | Nie       | Nie       | Nie   | Nie            | Nie          |
| Mozilla                   | Tak        | Tak          | Tak       | Tak       | Nie       | Tak       | Tak   | Tak            | Tak          |
| Mozilla Firefox           | Tak        | Tak          | Tak       | Tak       | Częściowo | Tak       | Tak   | Tak            | Tak          |
| Netscape Navigator        | Tak        | Tak          | Tak       | Tak       | Nie       | Tak       | Tak   | Tak            | Tak          |
| Netscape Browser          | Tak        | Tak          | Częściowo | Częściowo | Nie       | Częściowo | Tak   | Tak            | Tak          |
| Netscape Navigator        | Tak        | Częściowo    | Nie       | Nie       | Nie       | Nie       | Tak   | Nie            | Nie          |
| Netscape Navigator 9      | Tak        | Tak          | Tak       | Tak       | Nie       | Tak       | Tak   | Tak            | Tak          |
| NetSurf                   | Nie        | Nie          | Nie       | Nie       | Nie       | Nie       | Nie   | Nie            | Nie          |
| OmniWeb                   | Tak        | Tak          | Tak       | Tak       | Nie       | Nie       | Tak   | Tak            | Nie          |
| Opera                     | Tak        | Tak          | Tak       | Tak       | Częściowo | Tak       | Tak   | Tak            | Tak          |
| QupZilla                  | Tak        | Tak          | Tak       | Tak       | Częściowo | Tak       | Tak   | Tak            | Tak          |
| Safari                    | Tak        | Tak          | Tak       | Tak       | Częściowo | Tak       | Tak   | Tak            | Tak          |
| SeaMonkey                 | Tak        | Tak          | Tak       | Tak       | Nie       | Tak       | Tak   | Tak            | Tak          |
| Shiira                    | Tak        | Tak          | Tak       | Tak       | Nie       | Nie       | Tak   | Tak            | Tak          |
| Sleipnir                  | Tak        | Tak          | Częściowo | Nie       | Nie       | Tak       | Tak   | Tak            | Tak          |
| WorldWideWeb              | Nie        | Nie          | Nie       | Nie       | Nie       | Nie       | Nie   | Nie            | Nie          |
| w3m                       | Nie        | Nie          | Nie       | Nie       | Nie       | Nie       | Nie   | Nie            | Nie          |
| Browser                   | JavaScript | ECMAScript 3 | DOM 1     | DOM 2     | DOM 3     | XPath     | DHTML | XMLHttpRequest | Rich editing |

1. 1 2 3  Możliwe jest skompilowanie Amaya z włączonym JavaScriptem, przy użyciu wersji CVS oraz SpiderMonkey. Wciąż jest to jednak wersja eksperymentalna i dostępny jest tylko niewielki podzbiór DOM 1.
2. 1 2 3 4 5 6 7 8 9 10 11  XPath jest częścią DOM 3, ale jest tutaj rozpatrywany oddzielnie. Duży podzbiór DOM 3 jest dostępny dla rozszerzeń, ale nie dla stron internetowych.
3. 1 2  Internet Explorer 5 i nowsze mają własny model rejestracji zdarzeń oraz własny model arkuszy stylów, ale są one niekompatybilne z DOM 2.
4. ↑  Wsparcie dla JavaScript zostało wycofane w wersji 2.1pre29 (change log).
5. 1 2 3  SVG / XPath / (partial) DOM 3 są dostępne tylko w deweloperskiej wersji WebKit.
6. 1 2 3  Zależy od wybranego silnika: Trident lub Gecko.

## Wsparcie dlaHTML5
Specyfikacja HTML5 wciąż jest w fazie rozwoju, ale wiele aktualnie rozwijanych przeglądarek już potrafi obsługiwać tę technologię. Zestaw testów w opracowaniu dla HTML5 podają wyniki z html5test.com:
| Przeglądarka               | Wyniki testu HTML5 dla przeglądarek |
| Apple Safari 7.0           | 397/555                             |
| Google Chrome 47           | 521/555                             |
| Chromium 35                | 507/555                             |
| Internet Explorer 11       | 376/555                             |
| Maxthon 4.2                | 515/555                             |
| Mozilla Firefox 31 nightly | 475/555                             |
| Opera 22 developer         | 498/555                             |
| Vivaldi 1.0                | 521/555                             |
| -------------------------- | ----------------------------------- |

## Wyniki Acid
| Przeglądarka              | Acid1 | Acid2 | Acid3            |
| ------------------------- | ----- | ----- | ---------------- |
| Amaya                     | Nie   | Nie   | Nie              |
| AOL Explorer              | Nie   | Nie   | Nie              |
| Arora                     | Tak   | Tak   | 100/100          |
| Avant                     | Nie   | Nie   | Nie              |
| Camino                    | Tak   | Nie   | 93/100           |
| Chromium                  | Tak   | Tak   | 100/100          |
| Comodo Dragon             | Tak   | Tak   | 100/100          |
| Dillo                     | ?     | Nie   | ?                |
| DocZilla                  | ?     | Nie   | ?                |
| Dooble                    | Tak   | Tak   | 100/100          |
| ELinks                    | Nie   | Nie   | Nie              |
| Flock                     | Tak   | Tak   | 72/100           |
| Galeon                    | ?     | Tak   | 72/100           |
| Google Chrome             | Tak   | Tak   | Tak              |
| iCab                      | ?     | Tak   | 100/100          |
| Internet Explorer         | Tak   | Tak   | 100/100          |
| Internet Explorer for Mac | ?     | Nie   | Nie              |
| K-Meleon                  | Tak   | Nie   | 53/100           |
| Konqueror                 | Tak   | Tak   | 91/100 (100/100) |
| Links                     | ?     | Nie   | Nie              |
| Lunascape                 | ?     | Tak   | 100/100          |
| Lynx                      | Nie   | Nie   | Nie              |
| Maxthon                   | Tak   | Tak   | 100/100          |
| Midori                    | Tak   | Tak   | Tak              |
| Mosaic                    | ?     | Nie   | Nie              |
| Mozilla                   | Tak   | Nie   | ?                |
| Mozilla Firefox           | Tak   | Tak   | 100/100          |
| Netscape Navigator        | ?     | Nie   | ?                |
| Netscape Browser          | Tak   | Nie   | ?                |
| Netscape Navigator        | ?     | Nie   | ?                |
| Netscape Navigator 9      | Tak   | Nie   | 52/100           |
| NetSurf                   | Nie   | Nie   | Nie              |
| OmniWeb                   | ?     | Tak   | Nie              |
| Opera                     | Tak   | Tak   | Tak              |
| Qupzilla                  | Tak   | Tak   | Tak              |
| Safari                    | Tak   | Tak   | Tak              |
| SeaMonkey                 | Tak   | Tak   | 100/100          |
| Shiira                    | ?     | Tak   | 74/100           |
| Sleipnir                  | Tak   | Tak   | Nie              |
| Web                       | Tak   | Tak   | Tak              |
| WorldWideWeb              | Nie   | Nie   | Nie              |
| w3m                       | Nie   | Nie   | Nie              |
| Przeglądarka              | Acid1 | Acid2 | Acid3            |

## Obsługiwane formaty graficzne
|                            | JPEG | GIF | PNG | MNG       | SVG        | PDF | 2D Canvas | BMP |
| -------------------------- | ---- | --- | --- | --------- | ---------- | --- | --------- | --- |
| Amaya                      | Tak  | Tak | Tak | Nie       | Częściowo  | Nie | Nie       | ?   |
| Camino                     | Tak  | Tak | Tak | Nie       | Nie        | Nie | Nie       | ?   |
| Dillo                      | Tak  | Tak | Tak | Nie       | Nie        | ?   | Nie       | ?   |
| ELinks                     | Nie  | Nie | Nie | Nie       | Nie        | Nie | Nie       | Nie |
| Epiphany                   | Tak  | Tak | Tak | Nie       | Nie        | ?   | Tak       | ?   |
| Galeon                     | Tak  | Tak | Tak | Nie       | Nie        | Nie | Nie       | ?   |
| iCab                       | Tak  | Tak | Tak | Nie       | Nie        | Tak | Nie       | ?   |
| Google Chrome              | Tak  | Tak | Tak | Nie       | Tak        | Tak | Tak       | Tak |
| Internet Explorer          | Tak  | Tak | Tak | Nie       | Nie        | Nie | Nie       | Tak |
| Internet Explorer dla Maca | Tak  | Tak | Tak | Nie       | Nie        | Nie | Nie       | ?   |
| K-Meleon                   | Tak  | Tak | Tak | Nie       | Tak        | Nie | Nie       | ?   |
| Konqueror                  | Tak  | Tak | Tak | Tak       | Tak        | Tak | Nie       | Tak |
| Links                      | Tak  | Tak | Tak | Nie       | Nie        | Nie | Nie       | ?   |
| Lynx                       | Nie  | Nie | Nie | Nie       | Nie        | Nie | Nie       | Nie |
| Maxthon                    | Tak  | Tak | Tak | Nie       | Tak        | Tak | Tak       | Tak |
| Mosaic                     | Tak  | Tak | Nie | Nie       | Nie        | Nie | Nie       | ?   |
| Mozilla                    | Tak  | Tak | Tak | Porzucona | Tak        | Nie | Nie       | ?   |
| Mozilla Firefox            | Tak  | Tak | Tak | Tak       | Tak        | Tak | Tak       | Tak |
| Netscape Navigator         | Tak  | Tak | Tak | Nie       | Nie        | Nie | Nie       | ?   |
| OmniWeb                    | Tak  | Tak | Tak | Nie       | Nie        | Nie | Nie       | ?   |
| Opera                      | Tak  | Tak | Tak | Nie       | Tak (SVGT) | Tak | Tak       | Tak |
| Safari                     | Tak  | Tak | Tak | Nie       | Tak        | Tak | Tak       | Tak |
|                            | JPEG | GIF | PNG | MNG       | SVG        | PDF | 2D Canvas | BMP |

1. ↑  SVG odnosi się tutaj do „SVG 1.1 Full”. Istnieją dwie uproszczone wersje SVG 1.1 Tiny i SVG 1.1 Basic, które są przeznaczone dla użytkowników przeglądarek o mniejszych możliwościach.
2. ↑  Większość przeglądarek obsługuje i wyświetla pliki w formacie PDF po zainstalowaniu odpowiedniej wtyczki (np. firmy Adobe). Wymieniono również przeglądarki, które obsługują PDF jak tradycyjny obrazek (osadzony np. przy pomocy tagów HTML <img />). Proszę zauważyć, że PDF w ścisłym znaczeniu nie jest formatem graficznym, a jedynie specjalnym formatem przygotowanym do przesyłania elektronicznych publikacji, zawierającym tekst, grafiki rastrowe i wektorowe, hiperłącza itp.
3. ↑  Internet Explorer nie obsługuje progresywnego wyświetlania obrazków w formacie JPEG.
4. ↑  Obsługa kanału alfa (przezroczystości) jest w pełni dostępna od wersji IE 7 . Wcześniejsze wersje wyświetlają obrazki w formacie PNG, ale nie obsługują przezroczystości. Jednym ze sposobów na ominięcie tego braku jest użycie filtru AlphaImageLoader dostępnego w wersji 5.5 oraz późniejszych .
5. ↑  KDE wydało swoją własną wtyczkę SVG dla Konquerora, znany jako KSVG.
6. ↑  Integracja z KPDF.
7. ↑  Obsługa MNG/JNG została porzucona w czerwcu 2003. Istnieją nieoficjalne wersje nazwane Mngzilla, które obsługują MNG/JNG.

## Obsługiwane technologie dla urządzeń mobilnych
| Przeglądarka              | C-HTML    | HDML | I-mode | XHTML Mobile Profile | WML | WBMP |
| ------------------------- | --------- | ---- | ------ | -------------------- | --- | ---- |
| Amaya                     | ?         | ?    | ?      | ?                    | Nie | ?    |
| AOL Explorer              | ?         | ?    | ?      | ?                    | Nie | ?    |
| Avant                     | ?         | ?    | ?      | ?                    | Nie | ?    |
| Camino                    | ?         | ?    | ?      | ?                    | Nie | ?    |
| Dillo                     | ?         | ?    | ?      | ?                    | Nie | ?    |
| DocZilla                  | ?         | ?    | ?      | ?                    | Nie | ?    |
| ELinks                    | ?         | ?    | ?      | ?                    | ?   | ?    |
| Web                       | ?         | ?    | ?      | ?                    | Nie | ?    |
| Flock                     | Częściowo | Nie  | Nie    | Częściowo            | Nie | ?    |
| Galeon                    | ?         | ?    | ?      | ?                    | Nie | ?    |
| Google Chrome             | ?         | ?    | ?      | ?                    | Nie | ?    |
| iCab                      | ?         | ?    | ?      | ?                    | Nie | ?    |
| Internet Explorer         | ?         | ?    | ?      | Nie                  | Nie | ?    |
| Internet Explorer for Mac | ?         | ?    | ?      | ?                    | Nie | ?    |
| Internet Explorer Mobile  | ?         | ?    | ?      | Tak                  | Tak | Tak  |
| K-Meleon                  | Częściowo | Nie  | Nie    | Częściowo            | Nie | ?    |
| Konqueror                 | ?         | ?    | ?      | Tak                  | Nie | ?    |
| Links                     | ?         | ?    | ?      | ?                    | Nie | ?    |
| Lynx                      | ?         | ?    | ?      | ?                    | Nie | ?    |
| Maxthon                   | ?         | ?    | ?      | ?                    | Nie | ?    |
| Microsoft Mobile Explorer | Tak       | ?    | Tak    | Tak                  | Tak | Tak  |
| Mosaic                    | ?         | ?    | ?      | ?                    | Nie | ?    |
| Mozilla                   | Częściowo | Nie  | Nie    | Częściowo            | Nie | ?    |
| Mozilla Firefox           | Częściowo | Nie  | Nie    | Częściowo            | Nie | ?    |
| Netscape Navigator        | ?         | Nie  | Nie    | ?                    | Nie | ?    |
| Netscape Browser          | ?         | Nie  | Nie    | ?                    | Nie | ?    |
| Netscape Navigator        | ?         | Nie  | Nie    | ?                    | Nie | ?    |
| Netscape Navigator 9      | ?         | Nie  | Nie    | ?                    | Nie | ?    |
| NetSurf                   | ?         | ?    | ?      | ?                    | Nie | ?    |
| OmniWeb                   | ?         | ?    | ?      | ?                    | Nie | ?    |
| Opera                     | Tak       | Nie  | Tak    | Tak                  | Tak | Tak  |
| Safari                    | ?         | ?    | ?      | ?                    | Nie | ?    |
| SeaMonkey                 | Częściowo | Nie  | Nie    | Częściowo            | Nie | ?    |
| Shiira                    | ?         | ?    | ?      | ?                    | Nie | ?    |
| Sleipnir                  | ?         | ?    | ?      | ?                    | Nie | ?    |
| WorldWideWeb              | Nie       | Nie  | Nie    | Nie                  | Nie | Nie  |
| w3m                       | ?         | ?    | ?      | ?                    | Nie | ?    |
| Przeglądarka              | C-HTML    | HDML | I-mode | XHTML Mobile Profile | WML | WBMP |

1. 1 2 3 4 5 6 7 8 9 10  Przeglądarki oparte na Gecko potrafią zarówno renderować C-HTML, XHTML Mobile Profile jak zwykłego XHTML. W większości przypadków jest to zupełnie wystarczające do przeglądania mobilnego internetu.